# لو روئولکس
شهر لو روئولکس (به فرانسوی: Le Rœulx) در شهرستان سوئنیه  در استان انو  در منطقه فدرال والوون در کشور بلژیک واقع شده‌است.